# Młynowo (Mrągowo)
Młynowo [mwɨˈnɔvɔ] (deutsch Ober Mühlenthal) ist ein Dorf in der polnischen Woiwodschaft Ermland-Masuren und gehört zur Gmina Mrągowo (Landgemeinde Sensburg) im Powiat Mrągowski (Kreis Sensburg). Młynowo liegt zwei Kilometer nordöstlich der Kreisstadt Mrągowo (deutsch Sensburg).

## Geschichte
Als ein großer Hof mit einer Wassermühle wurde Ober Mühlenthal im Jahre 1752 gegründet. Es entstand ganz in der Nähe eines Gutes (mit Mühle) namens Mlynowo, das am 15. Januar 1817 in „Mühle Mühlenthal“ umbenannt, aber schon vor 1945 aufgegeben wurde.
Bis 1945 war Ober Mühlenthal in die Stadtgemeinde Sensburg (polnisch Mrągowo) eingegliedert und gehörte so zum Kreis Sensburg im Regierungsbezirk Gumbinnen (ab 1905: Regierungsbezirk Allenstein) in der preußischen Provinz Ostpreußen. 1867 waren in Ober Mühlenthal 66, 1885 bereits 104 und 1905 nur noch 101 Einwohner registriert.
In Kriegsfolge kam Ober Mühlenthal 1945 mit dem gesamten südlichen Ostpreußen zu Polen und erhielt die polnische Namensform „Młynowo“. Heute ist das Dorf Sitz eines Schulzenamtes (polnisch Sołectwo) und als solches eine Ortschaft im Verbund der Gmina Mrągowo (Landgemeinde Sensburg) im Powiat Mrągowski, bis 1998 der Woiwodschaft Olsztyn (Allenstein), seither der Woiwodschaft Ermland-Masuren zugehörig.

## Kirche
Bis 1945 war Ober Mühlenthal sowohl evangelischer- wie auch katholischerseits nach Sensburg hin orientiert. Die Stadt gehörte zur Kirchenprovinz Ostpreußen der Kirche der Altpreußischen Union bzw. zum damaligen Bistum Ermland. Der Bezug zur Kreisstadt Mrągowo besteht auch heute noch. Sie gehört jetzt allerdings zum Erzbistum Ermland in der polnischen katholischen Kirche bzw. zur Diözese Masuren der Evangelisch-Augsburgischen Kirche in Polen.

## Verkehr
Młynowo liegt sehr verkehrsgünstig an der polnischen Landesstraße 59 (frühere deutsche Reichsstraße 140), die die Regionen Giżycko (Lötzen), Mrągowo und Szczytno (Ortelsburg) miteinander verbindet. Außerdem verläuft durch den Ort eine Nebenstraße, die die Kreisstadt mit Popowo Salęckie (Pfaffendorf) verbindet.
Von 1898 bis 1966 war Ober Mühlenthal (Młynowo Mrągowski) Bahnstation an der Bahnstrecke Rastenburg–Sensburg (polnisch Kętrzyn–Sławkowo–Mrągowo), die einst von den Rastenburger Kleinbahnen betrieben wurde. Der Bahnverkehr wurde eingestellt.

## Persönlichkeiten
- Gertrud Slottke (* 6. Oktober 1902 in Mühlenthal; † 17. Dezember 1971 in Stuttgart), deutsche Sekretärin und verurteilte Sachbearbeiterin von Judendeportationen bzw. -ermordungen